# Star Rats
Star Rats è una serie di storie a fumetti realizzate da Leo Ortolani. L'opera è una parodia della saga fantascientifica di Star Wars, reinterpretata con riferimento alla serie di storie di Rat-Man, creata dallo stesso Ortolani. Il nome è anche un gioco di parole perché le parole "star" e "rats" sono palindrome.
La serie cominciò con l'albo Star Rats, parodia della prima trilogia della saga in ordine cronologico. Inizialmente la storia era pensata come albo unico, senza altri capitoli; tuttavia l'uscita della trilogia prequel di Star Wars spinse Ortolani in un'altra direzione:
Il progetto era quindi quello di realizzare una nuova parodia basata su ognuno dei film di Star Wars in uscita, ma considerando la mole di lavoro a cui era sottoposto e vista la prematura scomparsa del suo personaggio, che nel lungometraggio muore, Ortolani cambiò idea e pensò allora di realizzare una serie di storie brevi incentrate sui cattivi di Guerre stellari, che avrebbe sostituito Venerdì 12 sulle pagine di Rat-Man Collection.
Anche il progetto delle mini-parodie non andò però a buon fine, e solo nel 2005 con l'uscita di Star Rats - Episodio I, l'autore tornò all'idea originale di realizzare una storia per ogni film della nuova trilogia di Star Wars. Il capitolo successivo — Star Rats - Episodio II — venne provvisoriamente sottotitolato La guerra dei quoti, salvo poi cambiare titolo in La rottura dei cloni per la sua pubblicazione il 6 novembre 2014. Nel dicembre 2015 uscì l'ultimo capitolo della trilogia prequel, Star Rats - Episodio III, sottotitolato La vendetta colpisce ancora.
Infine, nel 2020 fu pubblicata la miniserie in sei numeri Star Rats, parodia della trilogia sequel (episodi dal VII al IX) della saga di Star Wars.

## Star Rats(1999)
Il primo albo, Star Rats, fu pubblicato a ottobre 1999 da Panini Comics e ristampato successivamente sempre dall'editore modenese in diverse edizioni, l'ultima delle quali venne messa in commercio a novembre 2015.
In occasione dell'uscita di Star Rats - Episodio II, Ortolani ha poi dato un titolo più completo a questa storia, ovvero Star Rats - Episodio IV: Un'esile speranza.

### Trama
Sul pianeta Desertia vive un giovane di nome Granello, allevato da Aldo Uan Kebaldo in seguito alla scomparsa dei genitori. Il piccolo vorrebbe seguire le orme del tutore e diventare un cavaliere dell'oroscopo, ma il vecchio lo incita a diventare un Rat-Man, consegnandogli la maschera con le orecchie da topo appartenuta alla sua famiglia per generazioni.
Nel frattempo i soldati imperiali rapiscono la principessa Theila, giovane segretamente innamorata di Granello e, per liberarla, Aldo Uan viene ucciso da Lord Walker, il braccio destro dell'imperatore oscuro. Il cavaliere però appare poco dopo in una visione a Granello e gli suggerisce di recarsi sul pianeta Paludia dal saggio Jodel, l'ultimo cavaliere dell'oroscopo. Qui ha inizio il suo allenamento, che però si rivela un fiasco. Intanto Lord Walker sfrutta l'attrazione di Granello per la principessa per tendergli una trappola e condurlo al suo cospetto. I due si scontrano e Lord Walker ha la meglio, ferendo il giovane alla mano. Egli gli rivela quindi di essere il padre, ma Granello si rifiuta di unirsi a lui e si mette in salvo.
Mentre Lord Walker si reca su Oscuria, il pianeta sede dell'impero, Granello torna a Desertia dove ottiene una mano bionica. Parte quindi subito dopo per Oscuria, dove viene risucchiato da Lord Walker che lo tenta per passare al lato oscuro dell'oroscopo. Proprio sul momento di cedere, però, sente la voce ancora pura del padre, che gli rivela di essere un vero Rat-Man e che solo lui può sconfiggere il lato oscuro. Riesce quindi a uscire da Lord Walker e a sconfiggere l'imperatore, poi un Lord Walker redento aiuta Granello e Theila nella fuga, ma resta coinvolto nell'autodistruzione di Oscuria.
Quattro anni dopo la pace è tornata nell'universo. Granello e Theila hanno messo su famiglia, proseguendo la stirpe dei Rat-Men.

### Creazione e sviluppo

#### Genesi dell'opera

Copertina di Guerre spannari, primissima parodia giovanile di Star Wars da parte di Ortolani

Quando nel 1977 uscì il primo film di Guerre stellari, Ortolani — pur non andando al cinema a vederlo — rimase molto incuriosito dal lungometraggio e, basandosi su una parodia con Braccobaldo Bau apparsa sul Corriere dei Piccoli, realizzò una versione di Star Wars a fumetti. Successivamente, il secondo capitolo della saga L'Impero colpisce ancora, fu il primo film che vide al cinema e ne rimase affascinato.
Alla fine del 1983 erano usciti tutti e tre i film della trilogia originale e Ortolani decise di intraprendere la realizzazione di una parodia di Guerre stellari basata sui suoi compagni di classe di allora. Il fumetto fu intitolato Guerre spannari, per richiamare il termine "spannare" molto usato nella sua classe con il significato di "subire una batosta durante un'interrogazione". Dal successo della prima parodia derivarono due seguiti: L'Impero colpisce ancora nel 1984 e L'ultimo Jedi nel 1985.
L'idea di realizzare la parodia della trilogia originale di Star Wars riprendendo i personaggi del mondo di Rat-Man nacque poi dalla scoperta di avere un palindromo:

#### Realizzazione
La prima idea di Ortolani fu di rendere la trama una favola amorosa. Nella prima stesura la vicenda ruotava attorno a un Uomo Nero, oscuro scienziato che vaga per le galassie rapendo giovani ragazze per studiare il segreto dell'amore. Accade così che l'Uomo Nero rapisce anche la Principessa Theila e a quel punto Rat-Man si mobilita per salvarla dalle grinfie del sequestratore. Egli si allena per diventare un cavaliere dell'oroscopo e affrontare in duello l'Uomo Nero, ma una volta giunto allo scontro finale, si rivela un incapace e solo l'arrivo di una Donna Nera che fa innamorare lo scienziato permette alla principessa di essere liberata, mentre l'Uomo e la Donna si allontanano nello spazio a formare con le loro astronavi un enorme cuore spaziale.
Tuttavia considerò subito la storia come eccessivamente dolce e lavorò per modificarla. Già alla seconda stesura decise di tenersi più fedele alla trama dei film e delineò la storia dei Rat-Men che devono sostituirsi ai cavalieri dell'oroscopo per riportare la pace nella galassia.

Bozzetti di alcuni personaggi: da sinistra a destra, Granello, Theila e Aldo Uan Kebaldo

Una volta delineata la trama generale, Ortolani scrisse la storia e le battute in poco tempo e in appena dieci giorni realizzò le 48 tavole che compongono l'albo, rendendo Star Rats l'opera più veloce che abbia mai realizzato. Questo ritmo di lavoro fu possibile per il ricorso ad una serie di espedienti tecnici. Quando una scena veniva ripetuta per diverse vignette — ad esempio quando Granello apre e chiude gli occhi di fronte a Aldo Uan che gli mostra la maschera dei Rat-Men o nella scena finale in cui la famiglia di Granello e Theila è riunita a guardare l'orizzonte — Ortolani realizzava una sola vignetta, la fotocopiava e cambiava solo qualche dettaglio nelle copie successive. Questo procedimento gli permetteva inoltre di focalizzare l'attenzione del lettore sull'elemento cambiato, che era spesso il motivo della gag. Un'altra tecnica a cui l'autore fece molto ricorso fu realizzare il bozzetto di una vignetta e poi ricalcarlo in scene successive tenendo l'impostazione generale e modificando solo le parti che lo richiedevano. In questo modo fu in grado di realizzare sequenze di scene simili, ma più movimentate.

#### Adattamento dei personaggi
Nella scelta dei personaggi da far comparire in Star Rats, Ortolani si accorse subito di non poter utilizzare tutti quelli presenti nei film per motivi di spazio. Decise allora di selezionarne pochi per dare più spazio alle vicende e svilupparli in maniera più articolata e sfaccettata. Nell'approfondimento comparso nella seconda edizione dell'albo, in cui vengono raccontati numerosi retroscena sulla creazione della parodia, l'autore rivelò quale personaggio del mondo di Rat-Man corrisponde a chi nella versione cinematografica di Guerre stellari:
| Personaggio di Star Rats | Personaggio di Rat-Man | Personaggio di Star Wars | Note |
| ------------------------ | ---------------------- | ------------------------ | --- |
| Granello                 | Rat-Man                | Luke Skywalker           | Per il personaggio di Granello erano in ballottaggio altri due nomi. Il primo era "Fortunato", con evidente intento ironico; il secondo "Orfano", nome che sarebbe stato usato come gag per sottolineare lo status del protagonista e la "poca fantasia" di Aldo Uan Kebaldo che gliel'aveva dato.                                    |
| Aldo Uan Kebaldo         | Arcibaldo              | Obi-Wan Kenobi           | La parodia di Obi-Wan Kenobi che alleva il giovane protagonista fu assegnata ad Arcibaldo dopo che era stato preso in considerazione anche il capitano Samuel Krik, che si sarebbe potuto chiamare Obi-Krik. Il primo nome di lavoro per questo personaggio fu Obi-Ciù, poi cambiato in Aldo Uan Kebaldo.                             |
| Lord Valker              | Janus Valker           | Dart Fener               | Per il ruolo di cattivo Ortolani si orientò subito sulla "nemesi" di Rat-Man, dal momento che il ratto era il protagonista della parodia. Ortolani dichiarò che «trovare un casco che richiamasse quello di Fener [Vader] e contemporaneamente crearne uno diverso, è stata una delle cose più difficili di tutta la parte grafica!». |
| Brankio Karnissian       | Tadeus Brakko          | Lando Calrissian         | Ortolani dichiarò che il personaggio di Brankio, nonostante nella parodia faccia coppia con Chewbecca e guidi il Millennium Falcon, non si basa su Ian Solo ma su Lando Calrissian, da cui riprende il nome e condivide il colore della pelle.                                                                                        |
| Principessa Theila       | Thea                   | Principessa Leila        | Per rappresentare Leila Organa venne scelta Thea, "l'eterno amore" di Rat-Man. |
| Woki                     | Svarzeneggher          | Chewbecca                | Per il ruolo di Chewbecca vennero presi in considerazione anche una versione gigante di Cioppy, il cane meteorico che compare nelle storie di Venerdì 12, di cui sono visibili alcuni schizzi preparatori nell'approfondimento curato da Leo Ortolani, e una Cinzia Otherside con la permanente.                                      |
| Piro Piro                | –                      | R2-D2                    | Inizialmente il suo aspetto era quello di una lavatrice con oblò, ma poi fu modificato diventando un bidone aspiratutto con le rotelle. |
| Saggio Jodel             | –                      | Yoda                     | Per il ruolo di Yoda Ortolani decise di disegnare un pupazzo animato, proprio come il personaggio della trilogia originale di Star Wars. Nella scena in cui il Saggio Jodel muore si vede che il burattinaio è proprio Jim Henson, che ha manovrato Yoda nei film.                                                                    |
| Imperatore Nero          | –                      | Imperatore Galattico     | L'Imperatore, fisicamente molto simile alla versione originale, è «un vecchietto, incattivito dalla minima e dalle code in Posta». |
| Jarba                    | –                      | Jabba the Hutt           | Ha l'aspetto di Barbapapà. Anche per questa parte fu preso in considerazione il cane Cioppy. |

Un personaggio che doveva essere presente nella parodia, ma che poi non trovò spazio nella versione definitiva è C-3PO, il robot amico di R2-D2. Ortolani aveva pensato di renderlo simile all'Uomo di latta de Il meraviglioso mago di Oz, ma si accorse che con Granello, interpretato dal goffo Rat-Man, aveva già «un caratterista comico da affiancare al piccolo e serio R2-D2».
Si può notare inoltre un cameo di Jordan, personaggio ricorrente delle storie di Rat-Man, a pagina 17, nelle vesti di un soldato dell'Impero che cerca di usare il distributore di merendine. Nella scena in cui Granello entra nella locanda di Jarba compare anche Pier Giuseppe Fenzi, autore di un saggio sulla saga di Guerre stellari.
Infine, le truppe imperiali di Star Rats sono basate sui robot della storia Topolino e le meraviglie del domani, disegnata da Floyd Gottfredson alla fine degli anni quaranta.

### Storia editoriale e accoglienza
La prima versione di Star Rats, di 48 pagine, fu pubblicata nell'ottobre del 1999, riscuotendo subito un buon successo di pubblico; le copie furono infatti esaurite in appena due anni.
L'albo venne ristampato nell'agosto del 2003 (Special Events n. 40) con una copertina differente colorata da Lorenzo Ortolani, il titolo Star Rats Nuova Edizione e una ventina di pagine in più di rubriche, portando il computo totale a 64 pagine.
Nel 2007 fu messa in commercio una maglietta a maniche lunghe con stampata sul petto l'immagine di copertina della ristampa, seguita nell'aprile 2009 da un poster con l'illustrazione di copertina della nuova edizione.
Nell'ottobre del 2011 uscì Star Rats Terza Edizione (Panini Comics Presenta n. 21), un'ulteriore ristampa con la copertina uguale alla seconda edizione ma con il logo stampato in argento a caldo, che risultò essere il secondo albo più venduto della Panini Comics di quel mese, dopo un numero di Rat-Man Color Special.
Nel settembre 2014 è uscita un'ulteriore ristampa dell'albo, sulle pagine della collana Masters of Comics n. 6 della Panini Comics.
Nel novembre 2015, in occasione del Lucca Comics, è uscita un'ulteriore ristampa in formato deluxe (cartonata, 18x26 cm, con copertina con effetti in rilievo argentati) con le pagine colorate da Francesca Piscitelli.
L'albo è stato stampato anche all'estero dalle sezioni internazionali della Panini Comics, prima a ottobre 2015 in Germania con copertina cartonata (Star Rats 01: Eine neue Hoffnung, ISBN 978-3833231742) e poi a novembre 2015 in Spagna con copertina brossurata (Star Rats. Episodio IV, ISBN 978-8490944554).
Secondo BadComics.it l'albo è "privo di quel guizzo che contraddistingue molte parodie dell'autore", ma ciononostante la giudica divertente e in grado di "stuzzicare il lettore affidando le parti principali ai personaggi della serie di Rat-Man".

## Il prescelto(1999)
In occasione della pubblicazione di Star Rats, Ortolani realizzò anche una storia breve di otto pagine dal titolo Il prescelto apparsa sul numero speciale Impact 2000 con colori di Luca Poli; Ortolani ha dichiarato successivamente che «in essa c'è tutta la speranza di cui eravamo capaci, noi fan». Nella storia appare Dark Mouse (un Darth Maul versione rat-maniana) che cerca di impedire a Qui-Gon Jinn e Aldo Uan Kebaldo di portare via il prescelto per educarlo a diventare un Cavaliere dell'Oroscopo. Ortolani pensò anche di realizzare la parodia della nuova trilogia di Star Wars attraverso storie brevi aventi come protagonista il personaggio di Dark Mouse per sostituire Venerdì 12 dopo la sua conclusione nel n. 40 di Rat-Man Collection, ma poi optò per una ristampa della vecchia serie Gli intaccabili.
La storia è stata poi ristampata in bianco e nero su Rat-Man Collection n. 47 (marzo 2005), Tutto Rat-Man n. 25 (aprile 2007) e Rat-Man Gigante n. 19 (settembre 2015), e ripubblicata in una nuova versione colorata da Francesca Piscitelli come allegato alla Rat-Agenda 2016 (agosto 2015).
Tuttavia, nel 2005 realizzò Episodio I, seguito negli anni successivi da Episodio II ed Episodio III, rendendo Il prescelto una storia fuori dalla continuity della saga di Star Rats.

## Star Rats - Episodio I(2005)
Il secondo albo, Star Rats - Episodio I, è una parodia di Star Wars: Episodio I - La minaccia fantasma e venne pubblicato nel 2005. In occasione dell'uscita di Star Rats - Episodio II, Ortolani ha poi dato un titolo più completo a questa storia, ovvero Star Rats - Episodio I: Una grande minaccia.
Un tormentone sottolinea la complicatezza della trama del film originale, della quale non è subito immediata la comprensione per quanto riguarda il complotto ordito dal signore dei Sith coi mercanti. Nel fumetto infatti, ogni volta che viene richiesto al futuro Imperatore di spiegare il suo piano, passa un personaggio che attiva un trapano che col suo rumore copre la spiegazione.

### Trama
Il protagonista è il giovane Pietreppaolo (personaggio "interpretato" da Rat-Man), che vuole diventare un Cavaliere dell'Oroscopo, con l'aiuto del maestro Gigogin (equivalente di Qui-Gon Jinn). Giocando sul motivo dominante del film di Lucas, Ortolani propone Pietreppaolo come il "Prescelto", il più forte cavaliere dell'oroscopo di tutti i tempi.
Similmente a Rat-Man, Pietreppaolo si rivelerà però incapace e imbranato in ogni situazione, oltre che petulante, noioso e molesto.
Nel frattempo i Cavalieri dell'Oroscopo devono far fronte ad una guerra intestina che sta nascendo in seno alla Repubblica, a causa di un blocco commerciale imposto ad un piccolo pianeta che commercia tappi di biro.
In questo scenario Pietreppaolo si troverà poi allo scontro finale con Lord Pando, il suo pupazzetto di pezza passato al Lato Oscuro (incrocio tra Piccettino e Darth Maul), e dopo che il blocco sarà sconfitto, il giovane prescelto comincerà il suo addestramento per diventare un Cavaliere dell'Oroscopo (con risultati sempre più scarsi).

### Storia editoriale
Ortolani lasciò passare un po' di tempo, necessario a «trovare la chiave giusta per affrontare il "remake" di La minaccia fantasma» e successivamente realizzò uno speciale a sé, Star Rats - Episodio I, che risultò l'albo più venduto della Panini Comics nel mese di uscita.
Nel novembre 2011 è uscito Star Rats - Episodio I Nuova Edizione (Panini Comics Presenta nº22) una ristampa con il logo stampato in oro a caldo, secondo nelle vendite mensili Panini Comics solo al numero di Rat-Man Collection di quel mese. Nell'ottobre 2014 è uscita un'ulteriore ristampa dell'albo, sulle pagine della collana Panini Comics Mix n. 49 della Panini Comics.

### Accoglienza
L'albo ha avuto recensioni positive. Secondo BadComics.it risulta molto divertente, oltre che superiore allo Star Rats originale «grazie ad un respiro più ampio della narrazione che non è costretta a riassumere tre film in una sola storia».
A livello di merchandising, nel 2014 è stata realizzata una statua di Dark Mouse, mentre a partire da Lucca Comics & Games 2015 è stato distribuito un peluche di Lord Pando.

## Star Rats - Episodio II(2014)
Il terzo albo, Star Rats - Episodio II (sottotitolo Una rottura di cloni), è una parodia di Star Wars: Episodio II - L'attacco dei cloni e venne pubblicato nel 2014.

### Trama
Il protagonista è sempre il giovane Pietreppaolo (personaggio "interpretato" da Rat-Man), che vuole diventare un Cavaliere dell'Oroscopo, con l'aiuto del maestro Aldo Uankebaldo (equivalente di Obi-Wan Kenobi). L'imperatore nero ed il malvagio Conte Draku (caricatura di Christopher Lee/Conte Dooku) complottano per far sì che il pianeta Insettus esca dalla federazione dei pianeti, portando il senato galattico sull'orlo di una guerra civile. Intanto l'incolumità della principessa Pupilù (caricatura della senatrice di Naboo Padmé Amidala) viene affidata a Pietreppaolo che si innamora di lei e viene temporaneamente sedotto dal lato oscuro dell'oroscopo diventando Dark Mouse.
Tornato di nuovo Pietreppaolo grazie all'amore ricambiato della principessa Pupilù, Rat-Man viene catturato ed incatenato sul pianeta Insettus insieme alla principessa e ad Aldo Uankebaldo. Soltanto l'arrivo del maestro Bellachioma e l'utilizzo di un esercito di cloni da lui ordinato (in luogo di donne nude prosperose) porterà di nuovo la pace nella galassia, con la sconfitta del conte Draku ed il matrimonio tra Pietreppaolo e la principessa Pupilù.

### Realizzazione e accoglienza
Il primo annuncio per la creazione di Star Rats - Episodio II è stato nel 2004, nelle pagine della posta di Rat-Man Collection n. 45, dove ne annunciava l'uscita per l'anno successivo. Inizialmente aveva pensato come titolo a un generico Star Rats II, modificato poi in Star Rats: Episodio II - La guerra dei Quoti. In realtà Ortolani reputava pessimo il film Star Wars: Episodio II - L'attacco dei cloni, e nonostante ne avesse comprato per completezza il DVD, non riusciva a rivederlo per poterne realizzare la parodia.
La produzione dell'albo ha continuato quindi a slittare di anno in anno, superato anche da Allen nel 2012, finché Ortolani decise di realizzarlo in occasione dell'uscita della terza trilogia di Guerre stellari nel 2015, animato dalle aspettative di un'espansione della saga di Star Wars. In particolare l'idea fu di farlo uscire nel 2014 (con il titolo definitivo Star Rats - Episodio II: Una rottura di cloni), per poi distribuire Star Rats - Episodio III l'anno successivo in concomitanza con il nuovo film Star Wars Episodio VII.
Rivide quindi il film e realizzò la storia, facendola uscire in anteprima a Lucca Comics & Games 2014.
L'albo ha avuto recensioni positive. Secondo BadComics.it risulta molto divertente, oltre che superiore come qualità delle battute rispetto ai precedenti albi della saga di Star Rats. Lo Spazio Bianco afferma che Ortolani con questa storia riesce a «far ridere con spensieratezza e in modo sempre originale».

## Star Rats - Episodio III(2015)
Il quarto albo, Star Rats - Episodio III (sottotitolo La vendetta colpisce ancora), è una parodia di Star Wars: Episodio III - La vendetta dei Sith e venne pubblicato nel 2015.

### Trama
Il protagonista è il giovane Pietreppaolo (personaggio "interpretato" da Rat-Man), ora sposato con la principessa Pupilù (caricatura della senatrice di Naboo Padmé Amidala) e in attesa di un figlio, vivono entrambi sul pianeta Desertia in compagnia della petulante madre di Lei. Continuamente offeso per la sua scarsa intelligenza, l'unico che sembra portargli rispetto è il Cancelliere/Signore oscuro.
Sconfitto il droide Trakea, robot perennemente affetto da tosse cronica, Pietreppaolo si lascia quindi sedurre dal lato oscuro dell'Oroscopo e, diventato ora malvagio e nominato dal Signore Oscuro quale suo nuovo apprendista con il nome di Lord Valker, perde il duello decisivo sul pianeta Vulcanicus con il suo vecchio maestro Aldo-Uan Kebaldo, che gli taglia le gambe e un braccio, rendendolo storpio e lasciandolo morire, bruciato dalla lava del pianeta teatro dello scontro.
Al termine l'oscuro signore, ora imperatore, trova il non ancora morto, ma gravemente ferito Pietreppaolo/Lord Valker, che viene curato con un'armatura che gli copre l'intero corpo e il volto e lo aiuta a respirare, nonostante un insetto gli si inserisca nel respiratore. Intanto il saggio maestro Yodel fugge con il suo burattinaio sul pianeta Paludia e la principessa Pupilù, offesa e tradita, credendo che il marito abbia una storia d'amore omosessuale con il suo maestro Aldo-Uan Kebaldo, muore dando alla luce il figlio di Pietreppaolo, il personaggio Granello, protagonista di Star Rats.
Granello viene quindi affidato al maestro Aldo-Uan Kebaldo, che lo porta sul pianeta Desertia. La storia termina con i due personaggi che guardano i tre soli in cielo che formano una figura che ricorda il simbolo di Rat-Man.

### Realizzazione e accoglienza
Come detto, per la realizzazione di Episodio II ed Episodio III Ortolani venne sbloccato solo dall'annuncio dell'uscita della terza trilogia di Guerre stellari nel 2015. Animato dalle aspettative di un'espansione della saga di Star Wars, decise di fare uscire Episodio II nel 2014, per poi distribuire Star Rats - Episodio III l'anno successivo in concomitanza con il nuovo film Star Wars Episodio VII.
A dicembre 2015 è uscito anche un cofanetto per raccogliere i 3 albi della trilogia prequel di Star Rats (Episodio I, Episodio II ed Episodio III), che comprendeva anche un poster di Dark Mouse.
BadComics.it ha sottolineato la grande ironia dell'albo e la capacità di Ortolani di prendere in giro il film originale, mentre Isola Illyon ha dato un 8.0 all'albo, lodando «gag riuscite, tempi comici ottimi, personaggi restituiti al loro splendore».

## Star Rats(2020)
Nel 2020 Ortolani realizzò la miniserie Star Rats, parodia della terza trilogia (episodi dal VII al IX) della saga di Star Wars.
La serie, in corso di pubblicazione da parte di Panini Comics, è composta da sei volumi pubblicati con cadenza mensile da marzo 2020 ad agosto 2020. Il primo numero è stato pubblicato con due variant di copertina: una dedicata al lato chiaro, l'altra al lato oscuro.
Dopo Episodio III, Ortolani non aveva escluso la possibilità di continuare con gli episodi VII, VIII e IX in seguito all'uscita della terza trilogia di Guerre stellari.
| Volume | Titolo                  | Data di pubblicazione |
| ------ | ----------------------- | --------------------- |
| 1      | Stella                  | marzo 2020            |
| 2      | Il male colpisce ancora | aprile 2020           |
| 3      | La maschera             | maggio 2020           |
| 4      | L'ultima speranza       | giugno 2020           |
| 5      | Minaccia dal passato    | luglio 2020           |
| 6      | Il ritorno di Rat-Man   | agosto 2020           |

## Citazioni e riferimenti
Nella storia Sette giorni! (Rat-Man Collection n. 39), nella vignetta 9 della pagina 9 si nota il titolo Star Rats su una videocassetta della videoteca.